# Subfosil
Subfosil je odmrl ostanek organizma iz preteklih geoloških dob, ki ni razpadel, hkrati pa ni popolnoma fosiliziran – torej organskih snovi v njem še niso v celoti zamenjali silikatni ali drugi minerali. Nefosilizirani ali delno fosilizirani ostanki lahko vključujejo kosti, zunanje skelete, pa tudi gnezda, odtise kože ali ostanke iztrebkov. Pogosto se subfosili višjih organizmov ohranijo v jamah ali podobnih krajih, kjer so zaščiteni pred preperevanjem skozi tisočletja. Uporaba besede tudi v stroki ni povsem natančna; včasih z njo označujejo prepoznavne ostanke organizmov, ki niso starejši od holocena (po dogovoru se beseda »fosil« uporablja za ostanke, stare 10.000 let ali več), včasih pa tudi mnogo starejše ostanke, ki niso popolnoma fosilizirani.
V paleontologiji so subfosilni ostanki izumrlih organizmov pomembni, ker so v njih ohranjene organske snovi, ki omogočajo radiometrično datiranje z ogljikom in anatomske analize mehkih tkiv. Veliko večino datiramo v kvartar. Zelo redki ostanki so tudi iz mezozoika (dobe dinozavrov), vendar je njihov status sporen – pri tako razpadlih strukturah namreč pogosto ni jasno, ali gre za dejanske ostanke organizma ali za ostanke bakterijske združbe razkrojevalcev. V subfosilih je lahko do neke mere ohranjena celo DNA, ki jo je možno s sodobnimi metodami rekonstruirati in analizirati ter na ta način analizirati evolucijsko zgodovino organizmov. S tem se ukvarja veda, imenovana paleogenetika.